# Liam Kelly (calciatore 1995)
Liam Anthony Kelly (Basingstoke, 22 novembre 1995) è un calciatore irlandese con cittadinanza britannica, centrocampista del MK Dons.

## Carriera

### Club
Cresciuto nel Reading, dopo un breve periodo in prestito al Bath City, ha esordito con la prima squadra dei Royals il 23 agosto 2016, nella partita di Coppa di Lega vinta ai rigori contro il MK Dons. Il 2 gennaio 2017 ha segnato la prima rete con il Reading, in occasione della vittoria esterna contro il Bristol City per 2-3. Il 6 luglio seguente, dopo essersi imposto come titolare nel ruolo, prolunga con il club inglese fino al 2020.
L'8 luglio 2019 passa al Feyenoord ritrovando Jaap Stam che lo aveva allenato al Reading. Gioca solo una partita e Stam perde presto il posto. L'8 gennaio 2020 passa in prestito all'Oxford Utd.

### Nazionale
Ha giocato nelle nazionali giovanili irlandesi Under-19 ed Under-21.

## Statistiche

### Presenze e reti nei club
Statistiche aggiornate al 18 aprile 2019.
| Stagione        | Squadra         | Campionato      | Campionato | Campionato | Coppe nazionali | Coppe nazionali | Coppe nazionali | Coppe continentali | Coppe continentali | Coppe continentali | Altre coppe | Altre coppe | Altre coppe | Totale | Totale | Totale |
| Stagione        | Squadra         | Comp            | Pres       | Reti       | Comp            | Pres            | Reti            | Comp               | Pres               | Reti               | Comp        | Pres        | Reti        | Pres   | Reti   |        |
| --------------- | --------------- | --------------- | ---------- | ---------- | --------------- | --------------- | --------------- | ------------------ | ------------------ | ------------------ | ----------- | ----------- | ----------- | ------ | ------ | ------ |
| 2016-2017       | Reading         | FLC             | 28+2       | 1          | FACup+CdL       | 1+3             | 0               | -                  | -                  | -                  | -           | -           | -           | 34     | 1      |        |
| 2017-2018       | Reading         | FLC             | 34         | 5          | FACup+CdL       | 2+2             | 0+2             | -                  | -                  | -                  | -           | -           | -           | 38     | 7      |        |
| 2018-2019       | Reading         | FLC             | 20         | 1          | FACup+CdL       | 1+1             | 0               | -                  | -                  | -                  | -           | -           | -           | 22     | 1      |        |
| Totale Reading  | Totale Reading  | Totale Reading  | 82+2       | 7          |                 | 10              | 2               |                    | -                  | -                  |             | -           | -           | 94     | 9      |        |
| 2019-gen. 2020  | Feyenoord       | E               | 1          | 0          | CO              | 0               | 0               | UEL                | 1                  | 0                  | -           | -           | -           | 2      | 0      |        |
| gen.-giu. 2020  | Oxford Utd      | FLO             | 3+1        | 0          | FACup           | 1               | 1               | -                  | -                  | -                  | -           | -           | -           | 5      | 1      |        |
| 2020-2021       | Oxford Utd      | FLO             | 26         | 0          | FACup+CdL       | 1+2             | 0               | -                  | -                  | -                  | EFLT        | 5           | 0           | 34     | 0      |        |
| Totale carriera | Totale carriera | Totale carriera | 112+3      | 7          |                 | 14              | 3               |                    | 1                  | 0                  |             | 5           | 0           | 135    | 10     |        |